# Liste der Brücken über die Venoge
Die Liste der Brücken über die Venoge enthält die Brücken und Übergänge der Venoge im Schweizer Kanton Waadt, von der Quelle bei L’Isle bis zur Mündung zwischen Saint-Sulpice und Préverenges in den Genfersee.

## Brückenliste
59 Übergänge überqueren den Fluss: 30 Strassenübergänge, 14 Fussgängerbrücken, sieben Eisenbahnbrücken, fünf Feldwegübergänge und drei Rohrleitungsbrücken.
| Bild                     | Name                                        | Ort                         | Lage | Funktion                                                                                 | Konstruktion                           | Material    | Länge in m | Höhe m ü. M. | Bemerkungen |
| ------------------------ | ------------------------------------------- | --------------------------- | ---- | ---------------------------------------------------------------------------------------- | -------------------------------------- | ----------- | ---------- | ------------ | --- |
|                          | Übergang bei Chéseires                      | L’Isle                      |      | Feldweg                                                                                  | Bachdurchlass                          | Beton       |            | 753          | - Wanderweg |
|                          | Route de la Traversaille-Übergang           | L’Isle                      |      | Hauptstrasse (zweispurig) 42d                                                            | Bachdurchlass                          | Beton       |            | 750          | - Übergang ohne Geländer mit Asphaltfahrbahn. - Höchstgeschwindigkeit 80 km/h - Veloland-Route 50 Jurasüdfuss-Route (Etappe 4 Yverdon-les-Bains – Bière) und Route 473 Du Pied du Jura au Léman (Morges – Colombier–Ballens – Morges) |
|                          | Route de la Rochelle-Brücke                 | L’Isle                      |      | Strassenbrücke (zweispurig)                                                              | Balkenbrücke                           | Beton       | 8          | 723          | - Brücke ohne Geländer mit Asphaltfahrbahn. - Höchstgeschwindigkeit 80 km/h - Veloland-Route 50 Jurasüdfuss-Route (Etappe 4 Yverdon-les-Bains – Bière) und Route 473 Du Pied du Jura au Léman (Morges – Colombier–Ballens – Morges) |
|                          | Rue de la Tour-Brücke                       | L’Isle                      |      | Feldwegbrücke                                                                            | Bogenbrücke                            | Stein       | 7          | 679          | - Brücke mit Metallgeländer und Asphaltfahrbahn. - Höchstgeschwindigkeit 30 km/h - Fahrverbot für Motorwagen, Motorräder und Motorfahrräder: Land- und Forstwirtschaft gestattet - Wanderweg |
|                          | Chemin de la Ferreire-Brücke                | L’Isle                      |      | Strassenbrücke (zweispurig)                                                              | Balkenbrücke                           | Beton       | 7          | 659          | - Die Brücke wurde 1954 erbaut. - Brücke mit Betonbrüstungen und Asphaltfahrbahn. - Höchstgeschwindigkeit 30 km/h |
|                          | Route des Marais-Brücke                     | L’Isle                      |      | Strassenbrücke (zweispurig)                                                              | Balkenbrücke                           | Beton       | 13         | 658          | - Brücke mit Metallgeländer und Asphaltfahrbahn. - Sackgasse - Höchstgeschwindigkeit 30 km/h |
|                          | Rue du Levant-Brücke                        | L’Isle                      |      | Strassenbrücke (zweispurig) mit Velostreifen                                             | Bogenbrücke                            | Stein Beton | 30         | 657          | - Die zweibogige Brücke wurde 1902 erbaut. - Brücke mit Steinbrüstungen und Asphaltfahrbahn. - Höchstgeschwindigkeit 30 km/h - Wanderweg - Das am breiten Wasserbecken der Venoge gelegene Schloss von L'Isle wurde 1896 erbaut. Das Schloss inklusive dieser Brücke ist ein Kulturgut von nationaler Bedeutung. |
|                          | Pont de Chabiez                             | L’Isle                      |      | Strassenbrücke (zweispurig) mit Trottoirs und Rohrleitung an der Brückenwand 129 151b    | Bogenbrücke                            | Stein Beton | 32         | 657          | - Dreibogige Brücke mit Steinbrüstungen und Asphaltfahrbahn. - Höchstgeschwindigkeit 50 km/h - MBC-Buslinien 750 (Cossonay-Penthalaz – L'Isle – Mont-la-Ville – Le Pont) und 751 (Cossonay-Penthalaz – L'Isle – Le Pont) - Wanderweg - Das am breiten Wasserbecken der Venoge gelegene Schloss von L'Isle wurde 1896 erbaut. Das Schloss inklusive dieser Brücke ist ein Kulturgut von nationaler Bedeutung.                                            |
|                          | Brücke bei Ruine du Château de la Grange    | Cuarnens                    |      | Strassenbrücke (zweispurig)                                                              | Bogenbrücke                            | Beton       | 7          | 633          | - Brücke mit einseitigem Metallgeländer und Asphaltfahrbahn. - Höchstgeschwindigkeit 50 km/h - 200 Meter flussabwärts befindet sich ein Sägewerk mit Mühle, ein Kulturgut von regionaler Bedeutung. |
|                          | Übergang bei Ruine du Château de la Grange  | Cuarnens                    |      | Lokalstrasse (zweispurig)                                                                | Bachdurchlass                          | Beton       |            | 633          | - Übergang mit Metallgeländer und Asphaltfahrbahn. - Höchstgeschwindigkeit 50 km/h |
|                          | Ruelle des Lavoirs-Brücke                   | Cuarnens                    |      | Strassenbrücke (zweispurig)                                                              | Balkenbrücke                           | Beton       | 7          | 623          | - Brücke mit Metallgeländer und Asphaltfahrbahn. - Höchstgeschwindigkeit 50 km/h |
|                          | Ruelle de la Forge-Brücke                   | Cuarnens                    |      | Fussgänger- und Velobrücke                                                               | Balkenbrücke                           | Beton       | 6          | 622          | - Brücke mit Metallgeländer und Asphaltfahrbahn. |
|                          | Übergang beim Dorfkreisel                   | Cuarnens                    |      | Kreisel mit Trottoirs                                                                    | Bachdurchlass                          | Beton       |            | 621          | - Der Übergang wurde 2013 eröffnet. - Übergang mit Metallgeländer und Asphaltfahrbahn. - Höchstgeschwindigkeit 50 km/h - Veloland-Route 473 Du Pied du Jura au Léman (Morges – Colombier–Ballens – Morges) - Wanderweg |
|                          | Brücke beim Wohngebäude Route de Cossonay 1 | Cuarnens                    |      | Fussgängerbrücke                                                                         | Balkenbrücke                           | Beton       | 5          | 619          | - Privater Steg mit Metallgeländer und Betonboden. |
|                          | Brücke bei Route de Moiry 6                 | Cuarnens                    |      | Fussgänger- und Velobrücke mit Rohrleitung an der Brückenwand                            | Balkenbrücke                           | Beton       | 7          | 618          | - Brücke mit Metallgeländer und Betonboden. |
|                          | Gilbert-Strasse-Brücke                      | Cuarnens                    |      | Strassenbrücke (einspurig) mit Rohrleitung an der Brückenwand                            | Balkenbrücke                           | Beton       | 9          | 612          | - Brücke mit Betonbrüstungen, Metallgeländer und Asphaltfahrbahn. - Höchstgeschwindigkeit 50 km/h |
|                          | Brücke bei Le Connet                        | Moiry – Chevilly            |      | Strassenbrücke (zweispurig)                                                              | Balkenbrücke                           | Beton       | 10         | 578          | - Brücke mit Metallgeländer und Asphaltfahrbahn. - Öffentlicher Verkehr, schwierige Kreuzung - Höchstgeschwindigkeit 80 km/h - MBC-Buslinie 760 (La Sarraz – Cossonay-Ville) |
|                          | Steg beim Chemin des Coteaux                | Ferreyres – Chevilly        |      | Fussgängerbrücke                                                                         | Balkenbrücke                           | Holz        | 12         | 527          | - Steg mit Holzgeländer und Holzbalkenboden. - Wanderweg |
|                          | Route de la Tine-Brücke                     | Ferreyres – Chevilly        |      | Strassenbrücke (zweispurig) 164d                                                         | Bogenbrücke                            | Stein Beton | 15         | 517          | - Brücke mit Metallgeländer und Asphaltfahrbahn. - Höchstgeschwindigkeit 80 km/h |
|                          | Route de Cossonay-Brücke                    | La Sarraz                   |      | Strassenbrücke (zweispurig) mit Velostreifen und Trottoir                                | Balkenbrücke                           | Beton       | 28         | 463          | - Die im Inventar historischer Verkehrswege der Schweiz (IVS) aufgeführte Brücke wurde 1759 erbaut oder restauriert. - Brücke mit Metallgeländer und Asphaltfahrbahn. - Höchstgeschwindigkeit 60 km/h - Veloland-Route 5 Mittelland-Route (Etappe 7 Yverdon-les-Bains – Lausanne) - Wanderweg |
|                          | Chemin des Trois Noyers-Brücke              | Eclépens                    |      | Strassenbrücke (zweispurig)                                                              | Balkenbrücke                           | Beton       | 27         | 451          | - Brücke mit Metallgeländer und Betonfahrbahn. - Höchstgeschwindigkeit 80 km/h - Wanderland-Route 70 Via Francigena (Etappe 2 Orbe – Cossonay) - Es wurde eine Hinweistafel montiert: Fischen verboten flussabwärts |
|                          | Route de Lussery-Brücke                     | Eclépens                    |      | Strassenbrücke (zweispurig) mit Trottoir 310d                                            | Bogenbrücke                            | Stein Beton | 20         | 450          | - Brücke mit Metallgeländer und Asphaltfahrbahn. - Höchstgeschwindigkeit 80 km/h - Es wurde eine Hinweistafel montiert: Fischen verboten flussaufwärts |
|                          | Brücke bei La Croix                         | Eclépens                    |      | Feldwegbrücke                                                                            | Balkenbrücke                           | Beton       | 16         | 445          | - Brücke mit Metallgeländer und Betonfahrbahn. - Fahrverbot für Motorwagen und Motorräder: Landwirtschaft gestattet |
|                          | Steg bei Les Graveys                        | Daillens – Lussery-Villars  |      | Fussgängerbrücke                                                                         | Balkenbrücke                           | Stahl       | 8          | 437          | - Steg mit Metallgeländer und Gitterrostboden. - Wanderland-Route 70 Via Francigena (Etappe 2 Orbe – Cossonay) |
|                          | Route de Penthalaz-Brücke                   | Lussery-Villars             |      | Strassenbrücke (zweispurig) 311d                                                         | Balkenbrücke                           | Beton       | 21         | 435          | - Die im Inventar historischer Verkehrswege der Schweiz (IVS) aufgeführte Brücke wurde 1771 erbaut. - Brücke mit Metallgeländer und Asphaltfahrbahn. - Höchstgeschwindigkeit 80 km/h - Wanderland-Route 70 Via Francigena (Etappe 2 Orbe – Cossonay) - Veloland-Route 5 Mittelland-Route (Etappe 7 Yverdon-les-Bains – Lausanne) |
|                          | Steg bei Bois de Vaux                       | Penthalaz – Lussery-Villars |      | Fussgängerbrücke                                                                         | Fachwerkbrücke                         | Stahl Holz  | 20         | 433          | - Steg mit Holzgeländer und Holzbalkenboden. - Östlich erstreckt sich das 16 Hektaren grosse national geschützte Auen- und Amphibienlaichgebiet Bois de Vaux. |
|                          | Brücke beim Venoge Parc (Nord)              | Penthalaz – Cossonay-Ville  |      | Strassenbrücke (zweispurig) mit Rohrleitungen an der Brückenwand                         | Balkenbrücke                           | Beton       | 24         | 429          | - Die Schwerlastbrücke wurde 2015–2017 erbaut. - Brücke mit Metallgeländer und Asphaltfahrbahn. - Bauwerk befindet sich beim Planzer Logistikzentrum. - Ein Wanderweg unterführt das Bauwerk. |
|                          | Rohrleitungsbrücke beim Venoge Parc         | Penthalaz – Cossonay-Ville  |      | Rohrleitungsbrücke                                                                       | Fachwerkbrücke                         | Stahl       | 40         | 429          | |
|                          | Brücke beim Venoge Parc (Süd)               | Penthalaz – Cossonay-Ville  |      | Strassenbrücke (einspurig)                                                               | Balkenbrücke                           | Beton       | 80         | 429          | - Die Schwerlastbrücke wurde 2015–2017 erbaut. - Brücke mit Metallgeländer und Asphaltfahrbahn. - Einbahnstrasse (Ausfahrt vom Venoge Parc) - CH-Vorschriftssignal-Einfahrt verboten (Fahrtrichtung Venoge Parc) - Ein Wanderweg unterführt das Bauwerk. |
|                          | Brücke beim Canal des Grands Moulins        | Penthalaz                   |      | Fussgängerbrücke mit Rohrleitungen an den Brückenwänden                                  | Balkenbrücke                           | Beton       | 28         | 426          | - Brücke mit Metallgeländer und Betonbelag. - Treppe führt zum Wehrgebäude. - Überquert neben der Venoge auch den Canal des Grands Moulins. |
|                          | Chemin de l'Islettaz-Brücke                 | Penthalaz                   |      | Strassenbrücke (zweispurig) mit Trottoir                                                 | Balkenbrücke                           | Beton       | 46         | 425          | - Brücke mit Metallgeländer und Asphaltfahrbahn. - Wanderweg |
|                          | SBB-Brücke                                  | Penthalaz                   |      | Eisenbahnbrücke (zweigleisig)                                                            | Balkenbrücke                           | Beton       | 20         | 425          | - Brücke mit Metallgeländer. - Höchstgeschwindigkeit 130 km/h - Bahnstrecke Lausanne–Biel |
|                          | Route de la Gare-Brücke                     | Penthalaz                   |      | Strassenbrücke (zweispurig) mit Trottoirs und Rohrleitungen an der Brückenwand 124 251a  | Balkenbrücke                           | Beton       | 40         | 424          | - Brücke mit Metallgeländer und Asphaltfahrbahn. - Höchstgeschwindigkeit 80 km/h - TL-Buslinie 58 (Renens – Mex – Cossonay-Penthalaz) - PostAuto-Buslinie 410 (Cossonay-Penthalaz – Cheseaux) - Veloland-Route 5 Mittelland-Route (Etappe 7 Yverdon-les-Bains – Lausanne) und Route 63 Gros de Vaud–La Côte (Etappe 2 Goumoens-la-Ville – Rolle) - Wanderland-Route 70 Via Francigena (Etappe 3 Cossonay – Lausanne)                                    |
|                          | Rohrleitungsbrücke bei ARA                  | Penthaz                     |      | Rohrleitungsbrücke                                                                       | Balkenbrücke                           | Stahl       | 18         | 418          | - Die Brücke wurde 2024 erbaut. |
|                          | Chemin En Fleuret-Brücke                    | Penthaz                     |      | Strassenbrücke (einspurig)                                                               | Bogenbrücke mit obenliegender Fahrbahn | Beton       | 36         | 418          | - Die Brücke von 1939 wurde 2024 ersetzt. - Brücke mit Betonbrüstungen, Metallgeländer und Asphaltfahrbahn. - Flussabwärts erstreckt sich das 19 Hektaren grosse national geschützte Auengebiet La Roujarde. |
|                          | SBB-Brücke                                  | Vufflens-la-Ville – Gollion |      | Eisenbahnbrücke (zweigleisig) mit Rohrleitung an der Brückenwand                         | Balkenbrücke                           | Beton       | 18         | 413          | - Die Brücke wurde 2015 erbaut. - Brücke mit Metallgeländer. - Höchstgeschwindigkeit 140 km/h - Bahnstrecke Lausanne–Biel |
|                          | Route du Moulinet-Brücke                    | Vufflens-la-Ville – Gollion |      | Strassenbrücke (einspurig) mit Rohrleitungen an der Brückenwand                          | Fachwerkbrücke                         | Stahl       | 17         | 412          | - Brücke mit Metallgeländer und Betonfahrbahn. - Vortritt vor dem Gegenverkehr (Fahrtrichtung Vufflens-la-Ville) - Dem Gegenverkehr Vortritt lassen (Fahrtrichtung Gollion) - Höchstgeschwindigkeit 80 km/h |
|                          | Brücke bei Iles de Plan                     | Vufflens-la-Ville – Gollion |      | Feldwegbrücke mit Rohrleitung an der Brückenwand                                         | Balkenbrücke                           | Beton       | 14         | 408          | - Brücke ohne Geländer mit Schotterfahrbahn. |
|                          | SBB-Brücke                                  | Vufflens-la-Ville           |      | Eisenbahnbrücke (zweigleisig)                                                            | Balkenbrücke                           | Beton       | 30         | 404          | - Brücke mit Metallgeländer. - Höchstgeschwindigkeit 140 km/h - Bahnstrecke Lausanne–Biel |
|                          | Venoge-Viadukt (Route cantonale 177)        | Vufflens-la-Ville           |      | Strassenbrücke (zweispurig) 177                                                          | Balkenbrücke                           | Beton       | 300        | 404          | - Die Brücke wurde 2015–2018 erbaut. - Gekrümmte Brücke auf Pfeilern mit Metallgeländer und Asphaltfahrbahn. - Höchstgeschwindigkeit 80 km/h - Das Bauwerk überquert auch die Bahngleise der Bahnstrecke Lausanne–Biel. - Strasse führt über die Hauptstrasse 9 zum A1-Anschluss "20 Cossonay". |
|                          | Moulin de la Palaz-Brücke                   | Vufflens-la-Ville           |      | Strassenbrücke (zweispurig) mit Trottoir und Rohrleitung an der Brückenwand 176d         | Balkenbrücke                           | Beton       | 30         | 403          | - Brücke mit Metallgeländer und Asphaltfahrbahn. - Höchstgeschwindigkeit 80 km/h - TL-Buslinie 56 (Bussigny – Vufflens – Mex) - Wanderweg |
|                          | SBB-Brücke                                  | Vufflens-la-Ville           |      | Eisenbahnbrücke (zweigleisig)                                                            | Balkenbrücke                           | Beton       | 19         | 396          | - Die Brücke wurde 2015 erbaut. - Brücke mit Metallgeländer. - Höchstgeschwindigkeit 160 km/h - Bahnstrecke Lausanne–Biel - Die Brücke befindet sich im 31 Hektaren grossen national geschützten Auengebiet La Lovataire. |
|                          | Route de Bussigny-Brücke                    | Bussigny – Aclens           |      | Strassenbrücke (zweispurig) mit Velostreifen und Rohrleitung an der Brückenwand 137 151b | Balkenbrücke                           | Beton       | 31         | 395          | - Brücke mit Metallgeländer und Asphaltfahrbahn. - Höchstgeschwindigkeit 80 km/h - MBC-Buslinie 736 (Morges – Aclens – Bussigny) |
|                          | Brücke bei Moulin du Choc                   | Bussigny – Aclens           |      | Feldwegbrücke                                                                            | Fachwerkbrücke                         | Stahl       | 27         | 395          | - Brücke mit Metallgeländer und losem grasbewachsenem Schotterboden. - Kein Zugang für die breite Öffentlichkeit (Benutzung nicht erlaubt). |
|                          | Brücke bei Terrain des Iles                 | Bussigny – Echandens        |      | Fussgängerbrücke                                                                         | Fachwerkbrücke                         | Holz Stahl  | 70         | 389          | - Die Brücke wurde 1994 erbaut. - Brücke mit Holzgeländer und Holzbalkenboden. - Zugang zum Fussballplatz Terrain des Iles. |
|                          | Route de Bussigny-Brücke                    | Bussigny – Echandens        |      | Strassenbrücke (zweispurig) mit Rohrleitung an der Brückenwand 78d                       | Balkenbrücke                           | Beton       | 42         | 389          | - Brücke mit Metallgeländer und Asphaltfahrbahn. - Höchstgeschwindigkeit 80 km/h - Flussabwärts erstreckt sich das 27 Hektaren grosse national geschützte Auengebiet Les Iles de Bussigny. |
|                          | Brücke bei Rueyre                           | Bussigny – Echandens        |      | Fussgängerbrücke                                                                         | Balkenbrücke                           | Stahl       | 35         | 389          | - Brücke mit Metallgeländer und Betonboden. - Wanderweg |
|                          | Brücke bei Chocolatière                     | Bussigny – Echandens        |      | Fussgängerbrücke                                                                         | Balkenbrücke                           | Beton       | 19         | 384          | - Fahrverbot für Motorwagen und Motorräder - Brücke mit Metallgeländer und Betonboden. - Betonpoller und ein Steinblock dienen als Durchfahrtssperre. |
|                          | Route d'Yverdon-Brücke                      | Ecublens – Echandens        |      | Strassenbrücke (dreispurig) 135 79b                                                      | Balkenbrücke                           | Beton       | 40         | 383          | - Die Brücke wurde in den 1980er Jahren erbaut. - Brücke mit Metallgeländer und Asphaltfahrbahn. - Höchstgeschwindigkeit 80 km/h - MBC-Buslinien 702 (Tolochenaz – Morges – Lonay – Echandens – Bussigny) und 705 (Lonay – Préverenges – Denges – Echandens – Ecublens) - Das Bauwerk überquert auch einen Pfad. |
|                          | Steg bei l’Ile à Brizet                     | Ecublens – Echandens        |      | Fussgänger- und Velobrücke                                                               | Balkenbrücke                           | Beton       | 18         | 383          | - Brücke mit Metallgeländer und Betonboden. |
|                          | Venoge-Brücke (A1-Autobahn)                 | Ecublens – Echandens        |      | Autobahnbrücke (sechsspurig) mit Pannenstreifen                                          | Hohlkastenbrücke                       | Beton       | 220        | 383          | - Brücke mit Metallgeländer und Asphaltfahrbahn. - Am 1. Mai 1964, pünktlich zur Landesausstellung in Lausanne, wurde der Abschnitt Genf–Lausanne der A1 eröffnet. - 1995 wurden die Zwillingsbrücken von vier auf sechs Fahrstreifen erweitert. - Höchstgeschwindigkeit 100 km/h - Die Route de la Pierre (Hauptstrasse 138) unterquert die Brücke. |
|                          | SBB-Brücke (Nebengleis)                     | Ecublens – Echandens        |      | Eisenbahnbrücke (eingleisig)                                                             | Balkenbrücke                           | Beton       | 220        | 383          | - Die Brücke wurde in den 1960er Jahren erbaut. - Höchstgeschwindigkeit 90 km/h - Die Route de la Pierre (Hauptstrasse 138) unterquert die Brücke. |
|                          | SBB-Brücke                                  | Ecublens – Echandens        |      | Eisenbahnbrücke (zweigleisig)                                                            | Balkenbrücke                           | Beton       | 125        | 383          | - Die Brücke wurde in den 1960er Jahren erbaut. - Höchstgeschwindigkeit 125 km/h - Bahnstrecke Lausanne–Genf - Die hydrometrische Messstation Venoge - Ecublens, Les Bois des Bundesamts für Umwelt (BAFU) befindet sich unterhalb der Brücke. - Die Route de la Pierre (Hauptstrasse 138) unterquert die Brücke. |
|                          | Viadukt de la Poudrière                     | Ecublens – Echandens        |      | Eisenbahnbrücke (zweigleisig)                                                            | Balkenbrücke                           | Beton       | 200        | 382          | - Die Brücke wurde in den 1960er Jahren erbaut. - Höchstgeschwindigkeit 90 km/h - Die Güterverkehrgleise führen zum Rangierbahnhof Lausanne, der 1971 eröffnet wurde. - Die Route de la Pierre (Hauptstrasse 138) unterquert die Brücke. |
| Alte Holzbrücke von 2006 | Pont Rouge                                  | Ecublens – Denges           |      | Fussgänger- und Velobrücke                                                               | Bogenbrücke                            | Beton Stahl | 22         | 378          | - Die erste Brücke aus dem Jahr 1865 wurde 2006 durch eine Holzbrücke ersetzt, die 2022 nach 16 Jahren aufgrund ihrer verfaulten Holzträger ersetzt werden musste. - Angeblich erste mit Ultrahochleistungsfaserbeton (UHFB) erstellte Brücke in Europa. - Brücke mit Metallgeländer und Betonboden. - Fahrverbot für Motorwagen, Motorräder und Motorfahrräder - Gebotsschild: Hunde an der Leine führen                                               |
|                          | Rohrleitungs-Übergang                       | Saint-Sulpice – Denges      |      | Rohrübergang                                                                             |                                        | Stahl       | 20         | 373          | |
|                          | Route Cantonale-Brücke                      | Saint-Sulpice – Denges      |      | Strassenbrücke (zweispurig) mit Velofahrstreifen und Trottoirs 1a                        | Balkenbrücke                           | Beton       | 53         | 373          | - Die im Inventar historischer Verkehrswege der Schweiz (IVS) aufgeführte ehemalige Brücke wurde 1790 vergrössert. - Brücke mit Metallgeländer und Asphaltfahrbahn. - Höchstgeschwindigkeit 60 km/h - MBC-Buslinie 701 (Tolochenaz – Morges – Lonay – Echandens – Bussigny) - Veloland-Route 5 Mittelland-Route (Etappe 7 Yverdon-les-Bains – Lausanne)                                                                                                 |
|                          | Brücke bei Les Roseaux                      | Saint-Sulpice – Préverenges |      | Fussgängerbrücke                                                                         | Balkenbrücke                           | Beton       | 21         | 372          | - Brücke mit Holz- und Metallgeländer und Betonboden. - Der Übergang ist nicht behindertengerecht (Treppe). |
|                          | Brücke beim Port de la Venoge               | Saint-Sulpice – Préverenges |      | Fussgänger- und Velobrücke                                                               | Bogenbrücke mit obenliegender Fahrbahn | Beton       | 31         | 372          | - Brücke mit Betonbrüstungen, Metallgeländer und Betonboden. - Veloland-Route 1 Rhone-Route (Etappe 6 Montreux – Morges) und Route 46 Tour du Léman (Etappe 2 Morges – Montreux) - Wanderland-Route 3 Alpenpanorama-Weg (Etappe 25 Lausanne – Morges) und Route 4 ViaJacobi (Etappe 17 Lausanne – Rolle) - Das Bauwerk befindet sich bei der Mündung in den Genfersee. - Die Vogelinsel befindet sich westlich der Mündung der Venoge in den Genfersee. |